# Vladímir Dezhurov
Vladímir Nikolayevich Dezhurov ( en ruso: Влади́мир Никола́евич Дежу́ров; 30 de julio de 1962) es un ex cosmonauta ruso que reside en Star City, Moscú. Es un veterano de dos vuelos espaciales, a la Mir ya las Estaciones Espaciales Internacionales. Durante su carrera, Dezhurov también realizó nueve caminatas espaciales antes de retirarse el 12 de julio de 2004.

## Personal
Vladímir Dezhurov nació el 30 de julio de 1962 en el asentamiento de Yavas, distrito de Zubovo-Polyansky, en la república de Mordovia, en la Unión Soviética. Está casado con Elena Valentinovna Dezhurova (de soltera Suprina). Tienen dos hijas, Anna, nacida en 1983, y Svetlana, nacida en 1987. Su padre, Nikolái Serafimovich Dezhurov y su madre, Anna Vasilevna Dezhurova todavía residen en el asentamiento de Yavas.

## Educación
Dezhurov asistió y se graduó de la Escuela Superior de Aviación Militar SI Gritsevits Járkov en 1983 con un diploma de ingeniero piloto.

## Premios
Dezhurov recibió la medalla de Héroe de la Federación Rusa y el título de Piloto-cosmonauta de la Federación de Rusia por Decreto del Presidente de la Federación Rusa. También ha sido galardonado con tres medallas de la Fuerza Aérea durante su carrera.

## Carrera como cosmonuata

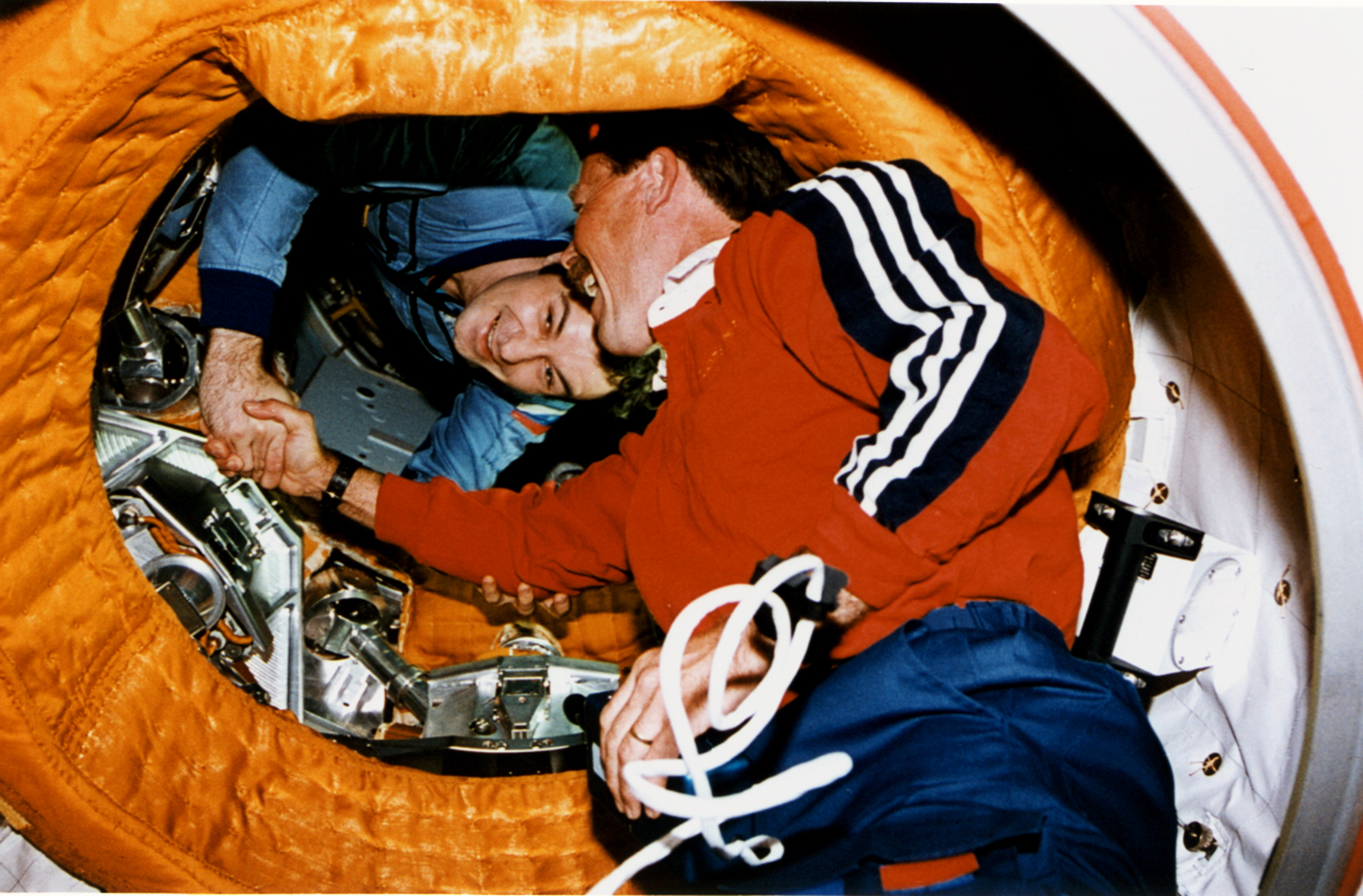
El astronauta Robert Gibson, comandante de la misión STS-71, estrecha la mano del cosmonauta Vladimir Dezhurov.

En marzo de 1994, Dezhurov comenzó su entrenamiento de vuelo como comandante de la tripulación principal de la misión Mir -18. La tripulación fue lanzada desde el cosmódromo de Baikonur en Kazajistán el 14 de marzo de 1995 a bordo de la nave espacial Soyuz TM-21 . Después de un vuelo en solitario de dos días, la nave espacial Soyuz se acopló a la Mir el 16 de marzo. Dezhurov se desempeñó como comandante de Mir E-18. Hubo varios problemas técnicos durante esta misión. La tripulación también realizó experimentos de ciencias de la vida. Luego de un vuelo de 115 días, la misión concluyó con un aterrizaje en el Centro Espacial Kennedy en Florida, a bordo del transbordador espacial Atlantis el 7 de julio de 1995.

### Expedición 3
Dezhurov vivió y trabajó a bordo de la Estación Espacial Internacional, donde sirvió como miembro de la tripulación de la Expedición 3 . Transbordador Espacial Discovery que transportaba a Dezhurov y otros seis miembros de la tripulación en la misión STS-105 despegó al espacio desde el Centro Espacial Kennedy (KSC) el 10 de agosto de 2001. El transbordador se acopló a la ISS el 12 de agosto a las 18:41 UTC. Dezhurov pasó aproximadamente 4 meses a bordo de la estación como ingeniero de vuelo. Durante la misión de larga duración, la tripulación de la Expedición 3 disfrutó de una vista única de la tormenta de meteoritos Leónidas de 2001. Al final de la estancia, los tripulantes de la Expedición 3, Dezhurov, el astronauta de la NASA Frank Culbertson y el cosmonauta Mijaíl Tiurin regresaron a la Tierra a bordo del transbordador espacial.Transbordador Espacial Endeavour ' misión STS-108 de Endeavour entregó a la tripulación de la Expedición 4 a la ISS y aterrizó en KSC el 17 de diciembre de 2001.

### Paseos espaciales
Durante su carrera como cosmonauta, Dezhurov ha realizado nueve caminatas espaciales. Durante la misión de larga duración Mir EO-18, Dezhurov junto con el cosmonauta Gennady Strekalov realizaron cinco caminatas espaciales. A partir de junio de 2010, sus nueve caminatas espaciales por un total de 37 horas y 2 minutos lo colocaron en la posición 25 en la lista de astronautas que tienen más tiempo de actividad extravehicular (EVA).

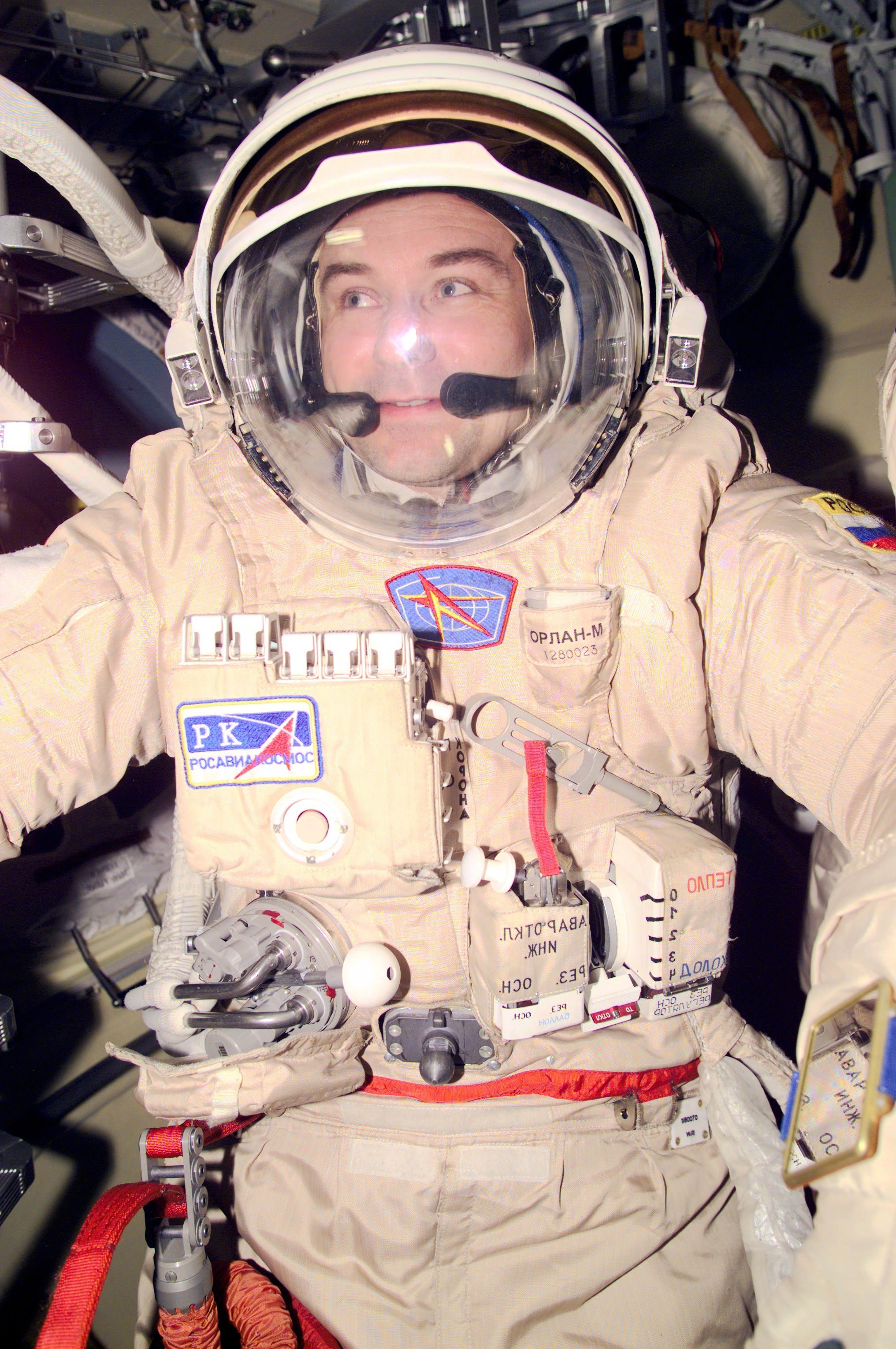
Dezhurov usa el traje espacial ruso Orlan mientras se prepara para una próxima caminata espacial desde la esclusa de aire Pirs en la ISS.